# Cuffy
Cuffy ist eine französische Gemeinde mit 1.018 Einwohnern (Stand: 1. Januar 2022) im Département Cher in der Region Centre-Val de Loire; sie gehört zum Arrondissement Saint-Amand-Montrond und ist Teil des  Kantons La Guerche-sur-l’Aubois. 

## Geographie
Cuffy ist die östlichste Gemeinde des Départements Cher. Sie liegt etwa 52 Kilometer ostsüdöstlich von Bourges und etwa acht Kilometer westsüdwestlich von Nevers am Zusammenfluss des Allier mit der Loire, die die Gemeinde im Osten begrenzt, und am Canal latéral à la Loire. Umgeben wird Cuffy von den Nachbargemeinden Cours-les-Barres im Norden, Marzy im Osten und Nordosten, Gimouille im Osten und Südosten, Apremont-sur-Allier im Süden, La Guerche-sur-l’Aubois im Westen und Südwesten, Le Chautay im Westen sowie Torteron im Nordwesten.

## Bevölkerungsentwicklung
| Jahr                       | 1962 | 1968 | 1975 | 1982 | 1990 | 1999 | 2006 | 2018 |
| Einwohner                  | 866  | 835  | 798  | 871  | 968  | 996  | 1105 | 1054 |
| Quellen: Cassini und INSEE |      |      |      |      |      |      |      |      |

## Sehenswürdigkeiten
- Kirche Saint-Maurice
- Burgruine (Château de Cuffy)
- Motte, neben der Burgruine
- Schloss Le Vouilly
- Kanalbrücke Le Guétin